# Challant (Adelsgeschlecht)

Wappen der Grafen von Challant

Die Challant waren eine Adelsfamilie aus dem  Aostatal. Belegt seit ca. 1100, starben sie 1802 mit dem Tod von Maurice-Jules-François de Challant aus. 

## Geschichte

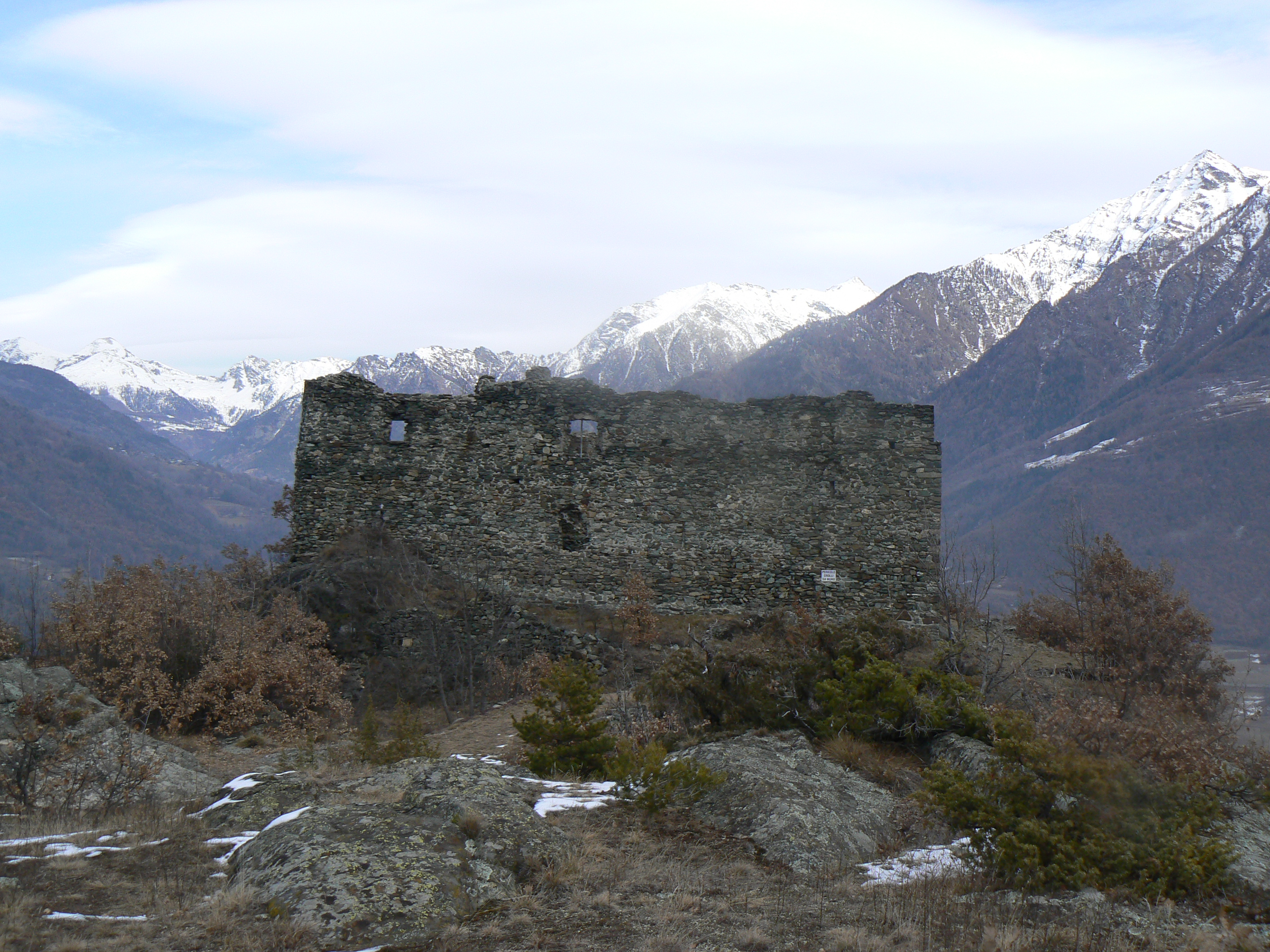
Château de Ville in Challand-Saint-Victor, Aosta-Tal

Vom frühen 12. Jahrhundert bis 1295 waren sie Vizegrafen des Aostatals, dann tauschten die Vizegrafschaft gegen das Lehen Montjovet ein. Die Herrschaft Challant wurde 1424 zur Grafschaft erhoben. 
Die Familie begann schon im 13. Jahrhundert, sich in mehrere Linien aufzuspalten (Aymavilles, Châtillon, Cly, Fénis, Saint-Marcel, Ussel, Varey, Villarsel-le-Gibloux). Neben ihren Besitzungen im Aostatal (darunter auch Verrès und Issogne) waren die Challant auch in der Westschweiz, der Bresse und der Dauphiné begütert. 
Durch Isabelle de Challant (1531–1596), Gemahlin des Giovanni Frederico di Madruzzo (1535–1586), kamen Issogne und Verrès an diese Familie und danach im Erbgang 1661 an die Familie Lenoncourt und 1691 an die Del Carretto, Marchesi di Balestrino, die letztere nach einem Erbstreit 1696 an eine Linie der Challant herausgeben mussten. Diese behielt den Besitz bis zu ihrem Aussterben im 19. Jahrhundert. 

## Familienmitglieder
- Antoine de Challant (* 1340/50; † 1418), Erzbischof von Tarentaise und Kardinal
- Aymon de Châtillon († 1323), Bischof von  Sitten (1308–1323)
- Boniface de Challant († 1308), Bischof von Sitten (1289–1308)
- Guillaume de Challant († 1431), Bischof von Lausanne (1406–1431)

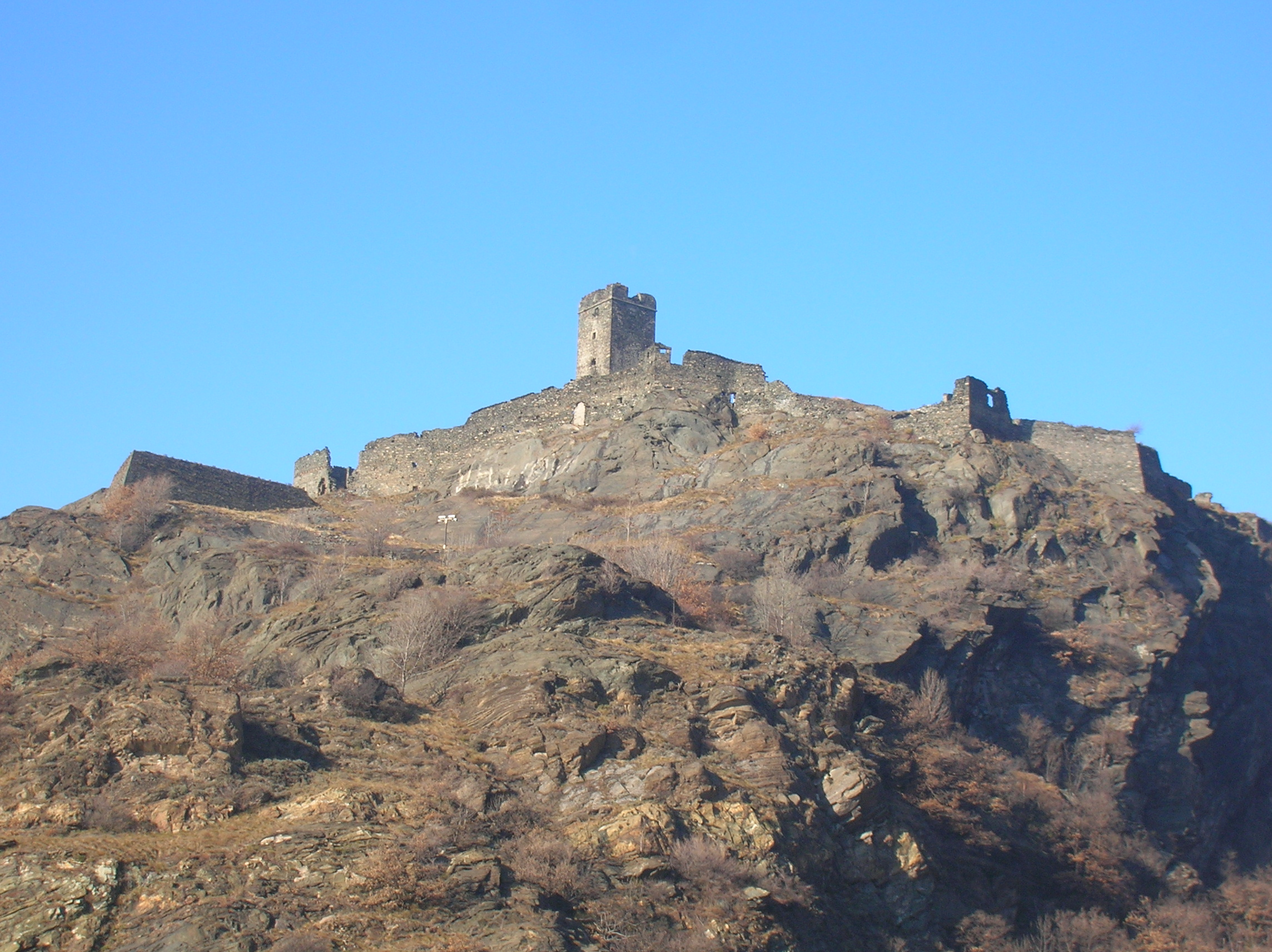
Burg Saint-Germain, in Montjovet
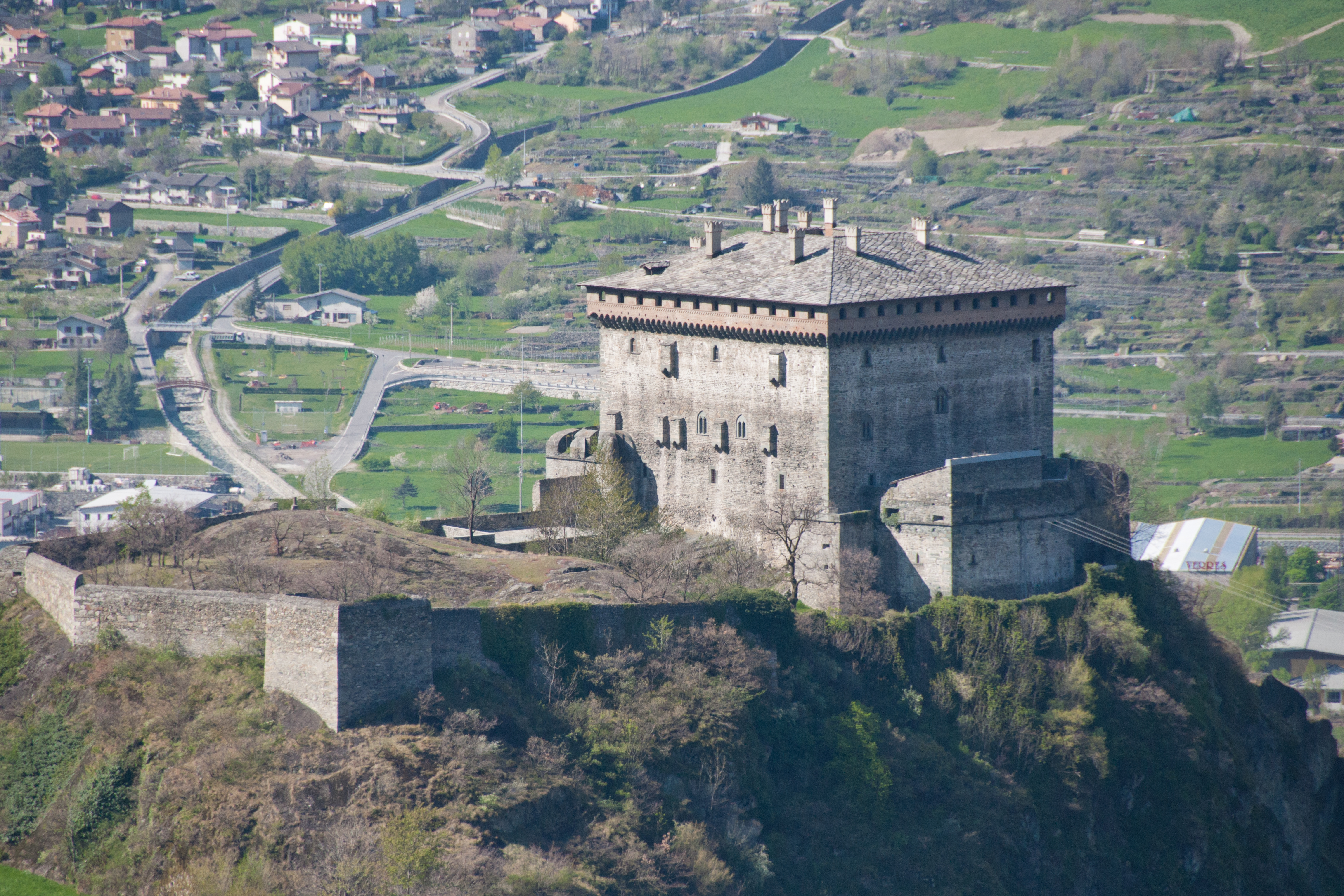
Schloss Verrès
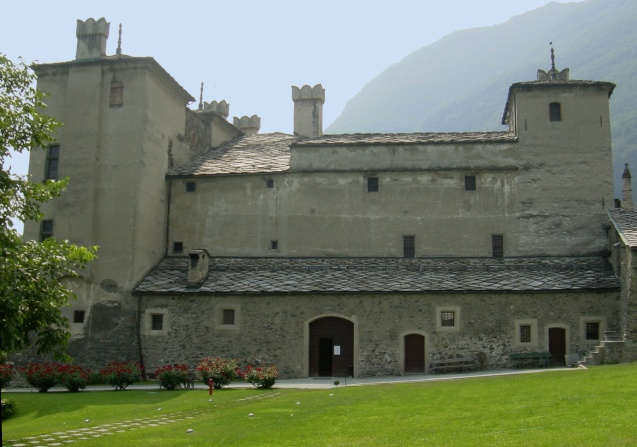
Schloss Issogne